# Jorge Gallardo
Jorge Gallardo, kostariški slikar in pesnik, * 12. december 1924, † 4. april 2002. 
Njegova dela so del nekaterih najpomembnejših zbirk Vlade Republike Kostarike in mnogih zasebnih zbirk kostariških in drugih zbiralcev. Pri njih je uporabljal dovršene kombinacije barv, za ozadje pa je uporabil kmečko življenje Kostarike ter kostariško pokrajino. 
Velik del svojega življenja je preživel v Evropi, kar se je odrazilo tudi na njegovem umetniškem slogu, ki ga je sam imenoval »krščanski realizem«. Ukvarjal se je tudi s književnostjo.
Med svojim bivanjem v Evropi med težkim povojnim obdobjem je med drugimi prijateljeval z Octaviom Pazom, Gabrielo Mistral, Giovannijem Papinijem in Alfonsom Pasom. Ti (in drugi) so ga vodili pri definiranju njegove slikarske poti: prikazovanju svoje rodne Kostarike v slikarski obliki. 
Umrl je 4. aprila 2002.

## Dela

### Pesniški zbirki
- »La Justicia Divina« (1968)
- »Dar, Amanecer del Amor« (1974)

### Kratki romani
- »La Celestina Intelectualoide« (1975)
- »La Guerra Intrauterina« (1975)
- »La Pedagogía Diabólica« (1978)